# The Stranger (песня)
«The Stranger» — песня американской кантри-певицы Ингрид Эндресс из её дебютного студийного альбома Lady Like (2020). Песня была написана Эндресс совместно с Райаном Лафферти, а продюсированием занимались Эндресс и Сэм Эллис. Треке был выпущен в качестве дебютного сингла Эндресс компаниями Arthouse Entertainment и What Is an Ingrid 4 февраля 2017 года для цифрового скачивания и потокового воспроизведения. После того как Эндресс подписала контракт с Warner Music Nashville, лейбл переиздал песню в качестве второго сингла с альбома в июне 2020 года. Трек в стиле кантри рассказывает о несостоявшемся любовном романе, а Эндресс была вдохновлена на его написание после того, как заметила нереалистичные ожидания от любви.
Песня «The Stranger» получила положительные отзывы музыкальных критиков, которые высоко оценили тему песни, а также вокал Эндресс. В коммерческом плане песня достигла 49 места в чарте Billboard Hot Country Songs и 54 места в чарте Country Airplay. На песню было снято два музыкальных видеоклипа. Первый был выпущен в феврале 2017 года на канале CMT, его режиссёром выступила Лорен Дженкинс. Второй, режиссёром которого стала Эмма Хиггинс, был выпущен в тот же день, что и Lady Like. В нём изображены различные пары, смотрящие друг другу в глаза.

## История
Поступив в музыкальный колледж Беркли, Эндресс присоединилась к акапельной группе Pitch Slapped. Группа приняла участие во втором сезоне американского телевизионного конкурса вокалистов The Sing-Off, заняв последнее место. Эндресс вернулась на конкурс в следующем сезоне в составе другой акапельной группы, заняв шестое место. После окончания колледжа американский автор песен Кара Диогуарди, которая была преподавателем Эндресс в колледже, подписала контракт с Эндресс со своей музыкальной издательской компанией Arthouse Entertainment. Под эгидой Arthouse Entertainment она выпустила свой дебютный сингл «The Stranger» в феврале 2017 года. В 2018 году компания Warner Music Nashville подписала контракт с Эндресс как с артисткой звукозаписи.
В музыкальном плане «The Stranger» — это песня в стиле кантри. Эндресс написала её вместе с Райаном Лафферти и занималась продюсированием вместе с Сэмом Эллисом. «The Stranger» была записана в Rosebank Studio и The Planetarium, а сведена в Sonic Element Studio. Версия 2017 года длится три минуты и семь секунд, а версия 2020 года — на пять секунд больше. Песня рассказывает о разрыве отношений. В интервью Teen Vogue Эндресс заявила, что «хотела вплести в песню то, насколько нереалистичным является представление нашего поколения о романтике», уточнив: «В большинстве песен говорится либо о том, что мы очень влюблены, либо о том, что мы больше не влюблены, и никогда нет промежуточного варианта». Оливия Лэдд из The Boot подтвердила, что «The Stranger» — это «идея любви, которую ее поколение почерпнуло из романтизированных фильмов» и «[они] представляют отношения как легкие, но текст песни рассматривает их как выбор, требующий тяжелой работы». Саманта Стивенс из теллеканала CMT описала песню как «преследующую, фортепианную экспозицию». Джон Караманика, написавший рецензию для The New York Times, утверждал, что Эндресс поёт «полную смирения песню, обращенную к любовнику, который стал отдаляться» в строке «Ты играешь незнакомца, я буду играть девушку в баре».

## Релиз
Трек «The Stranger» был выпущен в качестве дебютного сингла Андресс компанией и What Is an Ingrid для цифрового скачивания и потокового вещания 4 февраля 2017 года. В мае 2020 года Warner Music Nashville выпустила пресс-релиз, в котором сообщила, что песня будет отправлена на американские кантри-радиостанции 1 июня в качестве нового сингла с альбома Lady Like (2020). Переосмысленная версия трека была также выпущена в августе 2020 года компанией Warner Music Nashville и позже была включена в делюкс-издание её дебютного альбома, который вышел 2 октября 2020 года.

## Отзывы
Песня «The Stranger» получила положительные отзывы музыкальных критиков. Караманика назвал её «элегантным воплощением коррозийного одиночества» и высоко оценил вокал Эндресс. Гейб Бергадо из Teen Vogue также похвалил вокал Эндресс, заявив, что песня «демонстрирует прекрасный вокал Эндресс, подкрепленный элегантной фортепианной мелодией». Билли Дьюкс из Taste of Country заявил, что «тяжелые аккорды добавляют важности к мягкой подаче» трека, а к концу он «вызывает основные вибрации Брэнди Карлайл». Мелинда Ньюман из Billboard назвала «The Stranger» «неземным треком». В редакции ABC News Radio назвали её «эмоциональной балладой». Джереми Чуа из Sounds Like Nashville, нозвал её «звездной балладой». В коммерческом плане песня заняла 49 и 54 места в чартах Billboard Hot Country Songs и Country Airplay, соответственно.

## Продвижение
Первое музыкальное видео на песню было выпущено 22 февраля 2017 года на канале CMT. Режиссером клипа выступила Лорен Дженкинс. Второй клип был снят Эммой Хиггинс и выпущен 27 марта 2020 года, одновременно с релизом Lady Like. В последнем клипе разные пары смотрят друг другу в глаза. Съёмки проходили в доме в Беверли-Хиллз, Калифорния. Эндресс рассказала CMT, что когда она вошла в дом, её напугал попугай, и в ретроспективе она пожелала «как-нибудь» включить его в клип. Гейб Бергадо отметил включение однополых пар, на что Эндресс ответила, что ей «очень повезло иметь такую платформу, чтобы помогать распространять любовь и осведомлённость», и она надеется, что «такие клипы, как её», «помогут» музыке кантри «двигаться вперёд». Сотрудники CMT назвали второе видео «потрясающим». Эндресс спела трек на WDSY-FM 18 июня 2019 года. В 2020 году она исполнила его на мероприятии Country Radio Seminar’s New Faces of Country Music в феврале и на YouTube Space New York в мае, соответственно.

## Список композиций
| - Цифровые загрузки 1. «The Stranger» 3:07 | - Цифровые загрузки (Reimagined version) 1. «The Stranger (Reimagined)» 3:23 |

## Участники записи
По данным заметок на альбоме Lady Like.
- Ингрид Эндресс — вокал, автор песен, продюсер, фортепиано
- Сэм Эллис — автор песен, продюсер, дополнительный звукоинженер, бас, акустическая гитара, электрогитара, клавишные, орган Хаммонда, программирование, цифровое редактирование, бэк-вокал
- Райан Лафферти — автор песен
- Томас Дулин — дополнительный звукоинженер
- Эрик Мадрид — микширование
- Аарон Маттерс — ассистент по сведению
- Корт Бланкеншип — ассистент продюсера
- Джаред Кнейл — ударные
- Джастин Шиппер — слайд-гитара
- Эндрю Мендельсон — мастеринг

## Чарты
| Чарт (2020)                       | Высшая позиция |
| --------------------------------- | -------------- |
| США (Billboard Country Airplay)   | 54             |
| США (Billboard Hot Country Songs) | 49             |

## История релиза
| Регион | Дата            | Формат                     | Версия     | Лейбл                                            | Ссылка |
| ------ | --------------- | -------------------------- | ---------- | ------------------------------------------------ | ------ |
| Мир    | 4 февраля 2017  | Цифровые загрузки стриминг | Original   | Arthouse Entertainment [англ.] What Is an Ingrid | [ 8 ]  |
| США    | 1 июня 2020     | Кантри-радио               | Original   | Warner Music Nashville                           | [ 25 ] |
| Мир    | 10 августа 2020 | Цифровые загрузки стриминг | Reimagined | Warner Music Nashville                           | [ 14 ] |